# Stanley Fung
Stanley Fung, auch bekannt als Shui-fan Fung oder Tsui-fan Feng (chinesisch 馮淬帆 / 冯淬帆, Pinyin Féng Cuìfān, W.-G. Feng Tsui-fan, Jyutping Fung4 Seoi6faan4, kantonesisch Fung Shui-fan; * 1. Juni 1943 als 馮兆覲 / 冯兆觐,  Féng Zhàojìn, Jyutping Fung4 Siu6gan6 in Guangdong, Republik China), ist ein chinesischer Schauspieler und Regisseur.

## Leben
Fung stammt ursprünglich aus einer Opernfamilie in Shunde in der Provinz Guangdong. Er trat 1971 dem Showgeschäft bei und arbeitete für den Hongkonger Privatfernsehsender Television Broadcast Limited (TVB), wo er in einer Reihe von Fernsehserien auftrat. 1976 hatte er sein Debüt als Produzent beim chinesischen Fernsehen (CCTV) und arbeitete dort bis zum Jahr 1978. Danach kehrte er wieder zum TVB zurück.
Fung wurde an der Seite von Sammo Hung, Jackie Chan und Yuen Biao durch die Powerman-Filme auch in Deutschland bekannt. Er trat bisher in über 100 Kinofilmen auf.
Neben seiner Tätigkeit beim Fernsehen war Fung als Schauspieler in zahlreichen Kinofilmen aus den Bereichen der Komödie, des Geister- und Fantasyfilms zu sehen. Eine seiner bekanntesten Rollen war die von „Rawhide“, die er in der langlebigen „Lucky Stars“-Filmreihe verkörperte. In der Filmreihe spielt er neben Sammo Hung, Charlie Chin, Richard Ng, Eric Tsang und Michael Miu Kiu-Wai.

## Filmografie (Auswahl)

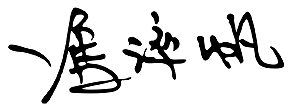
Autogramm von Stanley Fung

### Schauspieler
- 1973: The Young Tiger
- 1981: Security Unlimited (Mr.Boo – Die vorletzte allgemeine Verunsicherung)
- 1982: To Hell with the Devil
- 1983: Winners and Sinners
- 1984: Pom Pom (Crime Land)
- 1984: Owl vs. Bumbo
- 1984: Wheels on Meals / Powerman
- 1985: My Lucky Stars / Tokyo Powerman
- 1985: Twinkle Twinkle Lucky Stars / Powerman 2
- 1986: Mr. Vampire 2
- 1986: Naughty Boys / Freche Jungs
- 1986: Where’s Officer Tuba?
- 1986: Lucky Stars Go Places
- 1986: Pom Pom Strikes Back!
- 1986: The Ghost Snatchers
- 1986: The Lunatics
- 1987: The Romancing Star
- 1988: The Inspector Wears Skirts / Top Squad
- 1988: The Romancing Star 2
- 1988: In the Line of Duty 3 / Ultra Force 3
- 1988: Dragons Forever / Action Hunter
- 1989: Vampire Buster
- 1989: Dragon Angel / China Angel: Schön und tödlich
- 1989: They Came to Rob Hong Kong
- 1989: The Romancing Star 3
- 1989: Return of the Lucky Stars
- 1989: The Inspector Wears Skirts 2
- 1989: The Iceman Cometh
- 1990: Ghostly Vixen
- 1990: Look Out, Officer!
- 1991: Gambling Ghost
- 1991: Devil’s Vendetta
- 1991: Shy Spirit
- 1992: Ghost Punting / Hongkong Powerman
- 1992: The Musical Vampire
- 1996: How to Meet the Lucky Stars
- 1997: Kid vs Cop
- 2004: Fight for Justice
- 2009: Vengeance
- 2009: Accident
- 2012: Tai Chi Hero
- 2012: Tai Chi Zero
- 2013: I love Hong Kong
- 2015: Robbery
- 2016: Buddy Cops
- 2017: Our Time will come

### Regisseur
- 1974: The Looks of Hong Kong
- 1981: The Phantom Killer
- 1987: The Gang Don’t Shoot Straight
- 1988: Return of the Lucky Stars
- 1988: Love Soldier of Fortune
- 1990: Family Day (auch Produzent)
- 1992: Ghost in Me
- 1993: Thrilling Story (auch Produzent)
- 1994: Kidnap (auch Produzent)
- 2000: The Big Friday
- 2004: King of Thieves

Quelle: The Ultimate Guide to Hong Kong Film Directors, Hong Kong Movie Database